# Isole Kneiss
Le isole Kneiss (in arabo  أرخبيل الكنائس‎?) sono un arcipelago di piccole isole della Tunisia, situate in prossimità della costa nel golfo di Gabès, circa 50 km a sud della città di Sfax.
Le isole e le basse acque che le circondano sono un habitat importante per molte specie di uccelli.
Nel 2007 il sito è stato classificato come zona umida di importanza internazionale dalla Convenzione di Ramsar.

## Geografia
Situato al centro del Golfo di Gabès, l'arcipelago è noto per la sua variazione di marea notevolmente elevata di circa 2 m di ampiezza, una vasta depressione circondata da fondali acquatici sottomarini marini, piane intertidali di fango e sabbia, paludi intertidali e coste sabbiose.
Queste isole, a circa 3,5 km dalla terraferma, sono costituite da 4 isole che emergono dal mare con l'alta marea ma sono circondati da vaste secche di fango e sabbia con la bassa marea, della larghezza media di 10 km e una lunghezza massima di 22 km verso il sud.
L'isola più grande è Dzirat El Bessila, di forma approssimativamente circolare, con un diametro massimo di 2,5 km, superficie di circa 440 ettari, molto basso, paludoso e popolato di uccelli. Ad essa si susseguono minuscoli isolotti che si estendono per 3 km in direzione Sud / Sud-ovest: Dzirat el Hajar o “isolotto della roccia”, a Nord; Dzirat el Laboua o "isolotto di fango" al centro, Dzirat el Gharbia o "isolotto d'Occidente". Quest'ultimo, situato in realtà a sud dell'arcipelago, si è formato esso stesso da due rocce basse molto vicine tra loro. Tutti questi isolotti hanno la forma di capezzoli che emergono a malapena dall'alta marea. L'insieme formato da panchine e isolotti è indicato con il tradizionale nome arabo di Surkenis (il muro Kneiss) perché costituisce effettivamente una sorta di diga di protezione contro mareggiate provenienti da est, il che spiega le qualità nautiche riconosciute nella baia che si apre a sud.
La vegetazione marina dominante è la Cymodocea nodosa. Questo sito è l'area più importante per i trampolieri migratori nella zona del Mediterraneo e in questa zona umida sono stati contati oltre 330.000 uccelli acquatici. È un terreno fertile per la Garzetta (Egretta garzetta), la Pettegola (Tringa tetanus), Gabbiano dal becco snello (Larus genei) e un terreno di svernamento per la Spatola (Platalea leucorodia), il fenicottero maggiore (Phoenicopterus ruber), ecc. Le coste delle isole ospitano un'ampia varietà di molluschi che vengono sfruttati dalla popolazione in visita.
Le isole non sono abitate ma sono visitate dall'uomo per la raccolta di conchiglie per l'esportazione in Italia. Nonostante l'introduzione delle licenze di raccolta nel 1988, l'eccessivo sfruttamento delle coperture rimane un problema.

## Storia
I dati geomorfologici, e lo stato in cui si trovano i resti archeologici e il contenuto di testi antichi si completano a vicenda per dire che questo arcipelago ha subito, in tempi recenti, significative erosioni oltre a significative modifiche nella sua estensione e configurazione. A causa dell'arretramento del litorale prospiciente, l'erosione ha comportato una significativa riduzione dell'area dell'arcipelago, e addirittura il taglio di alcuni dei suoi isolotti. I risultati delle indagini geoarcheologiche suggeriscono che gli isolotti di El Hjar, El Laboua e El Gharbia avrebbero continuato ad essere uniti durante l'antichità. Ciò ha permesso di confermare l'idea secondo cui esistono le tracce del monastero in cui San Fulgenzio di Ruspe si era ritirato in eremitaggio, abbandonando la dignità di abate proprio all'inizio del VI secolo, per dedicarsi alla preghiera e al lavoro manuale. Oggi, questo isolotto è molto piccolo (largo 45 m e lungo 44 m) e non potrebbe contenere una comunità di monaci importante come quella che avrebbe accompagnato il Santo. I rilievi archeologici effettuati nel 1938 sull'isola centrale (Dzirat el Laboua) hanno evidenziato l'esistenza di un edificio cristiano, identificato in seguito come il monastero dove si ritirò nei primi anni del VI secolo d.C. San Fulgenzio vescovo di Ruspe.
Resti archeologici e le indicazioni riportate da alcuni testi dimostrano che l'evoluzione che ha portato al ritiro della riva e alle forme di sommersione, nelle isole e negli isolotti, è proseguita in epoca molto tarda. La terra che era ancora emersa e che si era sviluppata nel Medioevo è attualmente sommersa. Per le Isole Kneiss nel 1587 F. Lanfreducci e JO Bosio, nella loro Costa e discorsi di Barbaria , menzionarono i Friscioli, che sono le isole Kneiss, come “due piccole isole con sponde ”. È senza dubbio El Bessila da un lato, e gli altri tre isolotti, che ne formavano uno solo, dall'altro. La stessa idea si ritrova in d'Avezac (1948) che aveva notato che vari portulani catalani del Medioevo e del Rinascimento mappavano solo con il nome di Frixols, in riferimento al Kneiss, solo due isole.